# Halmaheramys bokimekot
Halmaheramys bokimekot é uma espécie de mamífero da família Muridae. É a única espécie descrita para o gênero Halmaheramys. Endêmica da Indonésia, pode ser encontrada apenas na ilha de Halmahera, no arquipélago das Moluccas.